# Аусгейр Аусгейрссон
А́усгейр А́усгейрссон (исл. Ásgeir Ásgeirsson; 13 мая 1894[…], Governorate of Iceland — 15 сентября 1972[…], Рейкьявик) — исландский политик, в 1932—1934 — премьер-министр Исландии, в 1952—1968 — 2-й президент Исландии.

## Ранняя жизнь и образование
Родился 13 мая 1894 года. В 1915 году окончил с отличием теологический факультет Исландского университета в Рейкьявике, однако был признан слишком молодым для того, чтобы стать пастором. В 1917 году женился на Доре Тоурхальсдоуттир — дочери шестого епископа Исландии Тоурхадлюра Бьяднарсона и сестре Триггви Тоурхальссона, который в 1927—1932 годах был премьер-министром Исландии.

## Политическая и деловая карьера
В 1923—1952 годах — депутат альтинга от Прогрессивной партии, председателем которой был в 1932—1933 годах. Он выступал в качестве спикера Альтинга в Тингведлире по случаю празднования 1000-летия Альтинга в 1930 году и стал министром финансов Исландии в 1931 году и премьер-министром в 1932 году. Он покинул Прогрессивную партию в 1934 году, но какое-то время баллотировался как независимый, пока не присоединился к Социал-демократической партии, и оставался в Альтингге. 
С 1938 года и до своего избрания президентом он был директором Útvegsbanki Íslands., исландского банка, который позже объединился с тремя другими банками и стал Íslandsbanki (который позже стал Glitnir). 
В 1931—1934 министр финансов и в 1932—1934 премьер-министр коалиционного правительства социал-демократов и прогрессистов. В 1934 перешёл в Социал-демократическую партию, из которой вышел в связи с избранием на пост президента. С 1938 года до своего избрания Президентом Аусгейр был директором исландского банка «Утвегсбанки Исландс». После смерти 25 января 1952 года первого Президента Исландии Свейна Бьёрнссона Аусгейр 1 августа 1952 года стал Президентом. Переизбирался в 1956, 1960 и 1964 годах, все три раза автоматически становился президентом в связи с отсутствием другого кандидата. Вскоре после начала четвёртого срока умерла от лейкемии его жена. Аусгейр принимает решение не баллотироваться на пятый срок в 1968 году и оказывает поддержку кандидату в президенты, своему зятю Гюннару Троддсону, однако неожиданно тот проигрывает Кристьяуну Эльдьяудну.

## Президент Исландии
Асгейр был избран вторым президентом Исландии на ожесточенных выборах в 1952 году, которые были созваны досрочно из-за смерти Свейна Бьёрнссона, первого президента Исландии. Главный противник Асгейра, Бьярни Йонссон, министр Рейкьявикского собора, пользовался поддержкой правящих партий Исландии, Партии независимости и Прогрессивной партии. Тем не менее Асгейру удалось получить 46,7% голосов по сравнению с 44,1% Бьярни. Третий кандидат, Гисли Свейнссон, бывший депутат от Партии независимости, набрал 6,0%.
Асгейр был первым президентом Исландии, посетившим Данию с официальным визитом. Он также посетил Норвегию, Канаду, Соединенные Штаты Америки и Израиль. 
Асгейр был переизбран без сопротивления в 1956, 1960 и 1964 годах. Вскоре после начала его четвертого срока его жена Дора умерла от лейкемии. В 1968 году Асгейр решил не баллотироваться на второй срок. Многие ожидали, что его зять Гуннар Тороддсен будет избран его преемником. Однако, несмотря на то, что Гуннар стартовал как лидер (согласно опросам общественного мнения), он проиграл выборы Кристьяну Эльдъярную. 

## Награды
В 1955 году Асгейр был награжден Большим крестом особого класса ордена «За заслуги перед Федеративной Республикой Германия» (Sonderstufe des Großkreuzes des Verdienstordens der Bundesrepublik Deutschland).

## Внешние ссылки
- Асгейр Асгейрссон в Find a Grave